# Shūshin koyō
Shūshin koyō (終身雇用, lit. "treball de per vida") és un dels principis fonamentals en els que es basa el sistema laboral al Japó, comparable al concepte de treball fix o indefinit en altres països.

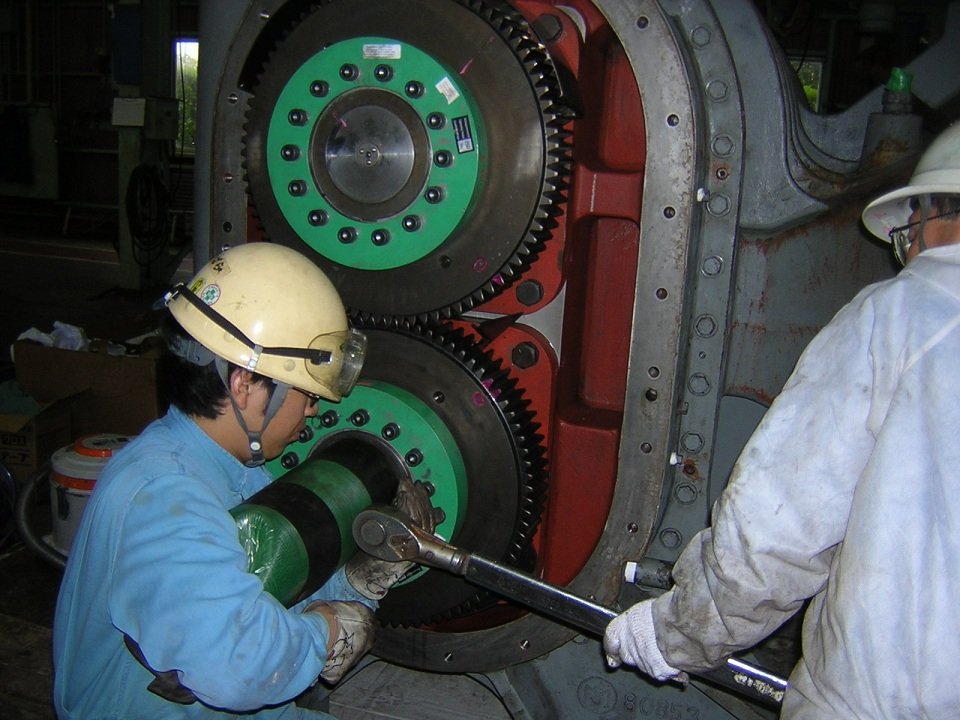
Treballadors al Japó

Aquesta pràctica, molt habitual en el període que va des de la primera Guerra Mundial fins als anys del miracle econòmic japonès, va caure en desús després del govern de Jun'ichirō Koizumi a principis de la dècada dels 2000.

## Història
El concepte de shūshin koyō va ser descrit per primera vegada per l'economista estatunidenc James Abegglen al seu llibre The Japanese factory: Aspects of its social organization (1958). Des de llavors s'ha considerat un dels tres principis bàsics en què es basa el sistema laboral al Japó, juntament amb el nenkō joretsu (年功序列, el sistema de carrera professional basat en l'antiguitat a l'empresa) i el kigyō kumiai (企業組合, segons el qual un sindicat d'empresa vetlla pels interessos de tots els treballadors).

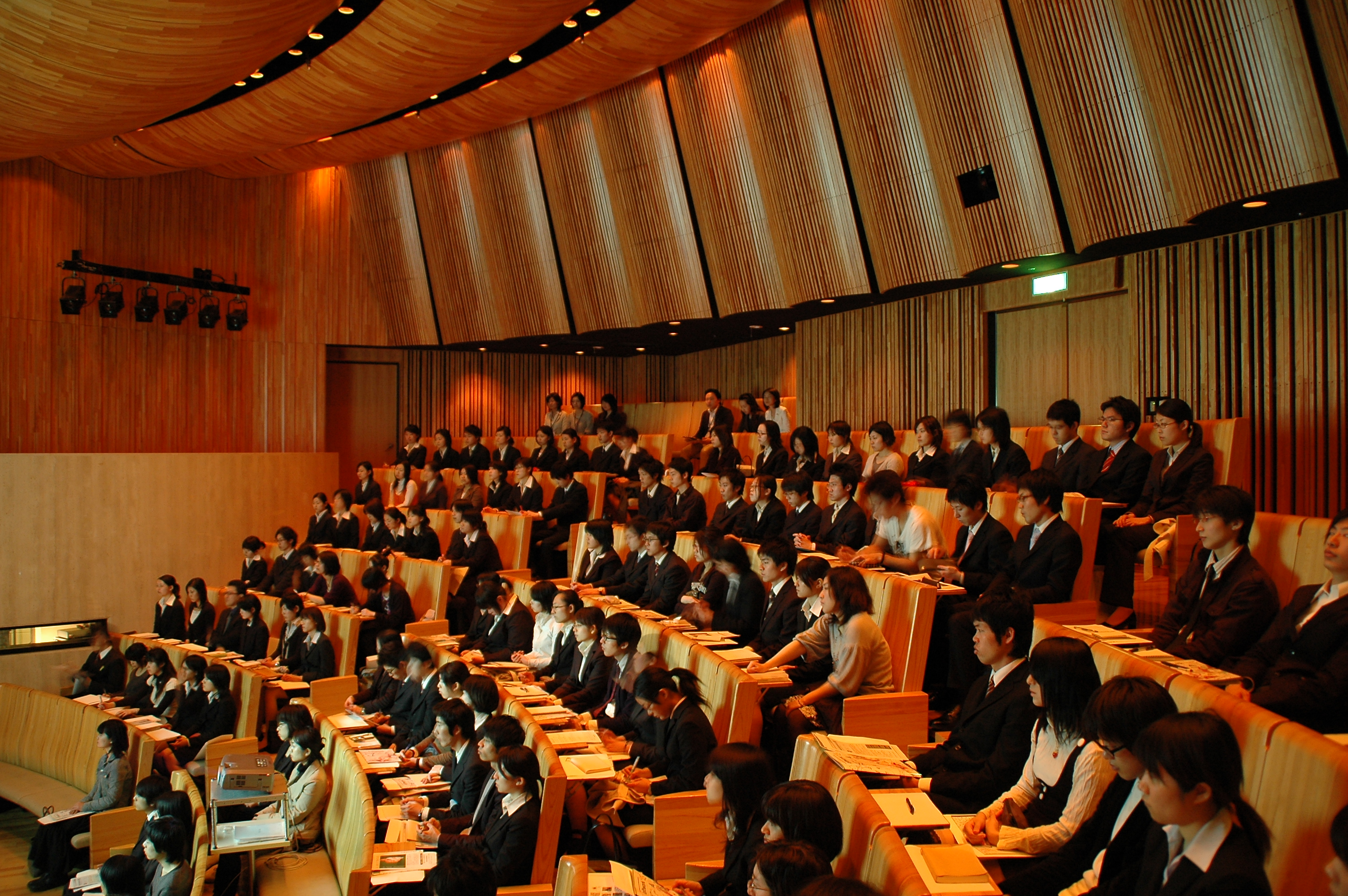
Una jornada informativa d'empresa per a graduats recents al Japó. Les grans empreses japoneses solen celebrar jornades dirigides únicament als estudiants procedents de determinades universitats de prestigi.

A diferència del concepte d'ocupació fixa existent en altres països, segons el qual la relació entre l'empresa i l'empleat es limita a l'àmbit laboral, aquesta pràctica dona al treballador japonès la sensació de formar part d'una "família ampliada", en què l'empresa vetlla per les necessitats dels empleats en diversos aspectes. El shūshin koyō implica que l'empleat és contractat tan bon punt es gradua i roman a la mateixa empresa fins a la jubilació, mentre que l'empresa es compromet a respectar el seu contracte independentment de la situació en què es trobi. D'aquesta manera, l'empleat desenvolupa un fort sentiment de lleialtat cap a l'empresa, que a canvi li ofereix estabilitat laboral.
El significat i l'evolució històrica d'aquest concepte són font de debat entre els estudiosos. Encara que la majoria ho reconeix com una pedra angular de la cultura empresarial del país i un símbol de la seva cohesió com a societat, per a altres la seva aplicació efectiva se circumscriu al període comprès entre la Primera Guerra Mundial i els anys de creixement econòmic, quan les grans empreses japoneses no tenien necessitat d'acomiadar els seus empleats.
La pràctica del shūshin koyō va resistir l'esclat de la bombolla especulativa i la posterior crisi dels anys 90, però, després del govern de Jun'ichirō Koizumi, ha caigut en desús. Les polítiques econòmiques neoliberals s'han traduït en la privatització de moltes empreses i agències públiques, en l'acomiadament dels treballadors de més edat i més cars, i en l'augment de les feines a temps parcial. A causa de la llarga recessió i la crisi financera de 2007-2010, moltes empreses han abandonat la pràctica del shūshin koyō i han començat a aplicar acomiadaments col·lectius.
No obstant això, els acomiadaments a gran escala continuen estant limitats per la legislació i constitueixen una mena de tabú al Japó. Moltes grans empreses, com Sony, Panasonic, NEC i Toshiba, afronten aquesta situació implementant programes de jubilació voluntària i oferint als empleats superflus tasques especials amb mínimes responsabilitats laborals fins que decideixin renunciar. El 2013, el govern japonès, encapçalat pel primer ministre Shinzō Abe, va començar a estudiar la possibilitat de relaxar les restriccions a l'acomiadament.